# Erika Christensen
Erika Jane Christensen, född 19 augusti 1982 i Seattle i Washington, är en amerikansk skådespelerska och sångerska. Hon har isländskt, svenskt, danskt, norskt och walesiskt ursprung. Hon är medlem av Scientologkyrkan. Hon började sin skådespelarkarriär i reklamfilmer för McDonald's.
Christensen har medverkat i filmer som Traffic (2000), Swimfan (2002) Rocksystrar (2002), The Perfect Score (2004), Flightplan (2005) och The Tortured (2010). För sin rollprestation i filmen Traffic vann hon en MTV Movie Award för "Best Breakthrough Female Performance" för året 2000. Hon vann även en Screen Actors Guild Award tillsammans med de andra skådespelarna i filmen. 
År 2006 medverkade hon i dramaserien Six Degrees på ABC, och från 2010 till 2015 spelade Christensen karaktären Julia Braverman-Graham i NBC-dramaserien Parenthood. Christensen spelade 2015 rollen som Betty Beaumontaine i ABC-dramat Wicked City.

## Filmografi i urval
| År   | Titel                             | Roll               | Kommentar                |
| ---- | --------------------------------- | ------------------ | ------------------------ |
| 1997 | Leave It to Beaver                | Karen              |                          |
| 2000 | Traffic                           | Caroline Wakefield |                          |
| 2002 | Home Room                         | Deanna Cartwright  |                          |
| 2002 | Swimfan                           | Madison Bell       |                          |
| 2002 | Rocksystrar                       | Hannah Kingsley    |                          |
| 2004 | The Perfect Score                 | Anna Ross          |                          |
| 2004 | Riding the Bullet                 | Jessica Hadley     |                          |
| 2005 | The Upside of Anger               | Andy Wolfmeyer     |                          |
| 2005 | The Sisters                       | Irene Prior        |                          |
| 2005 | Flightplan                        | Fiona              |                          |
| 2007 | Gardener of Eden                  | Mona Huxley        |                          |
| 2007 | How to Rob a Bank                 | Jessica            |                          |
| 2008 | Struck                            | Bus Stop Girl      | Kortfilm                 |
| 2009 | Mercy                             | Robin              |                          |
| 2009 | Veronika bestämmer sig för att dö | Claire             |                          |
| 2010 | Melon                             | Catherine          | Kortfilm                 |
| 2010 | The Tortured                      | Elise Landry       |                          |
| 2013 | How Sweet It Is                   | Sarah Cosmo        |                          |
| 2016 | All At Once                       | Tiffany Fontinella | Arbetstitel: Two for One |